# Łazy (Jarosław)
Pour les articles homonymes, voir Łazy.
Łazy est une localité polonaise de la gmina de Radymno, située dans le powiat de Jarosław en voïvodie des Basses-Carpates.